# Mercury 7
För andra betydelser, se Mercury.

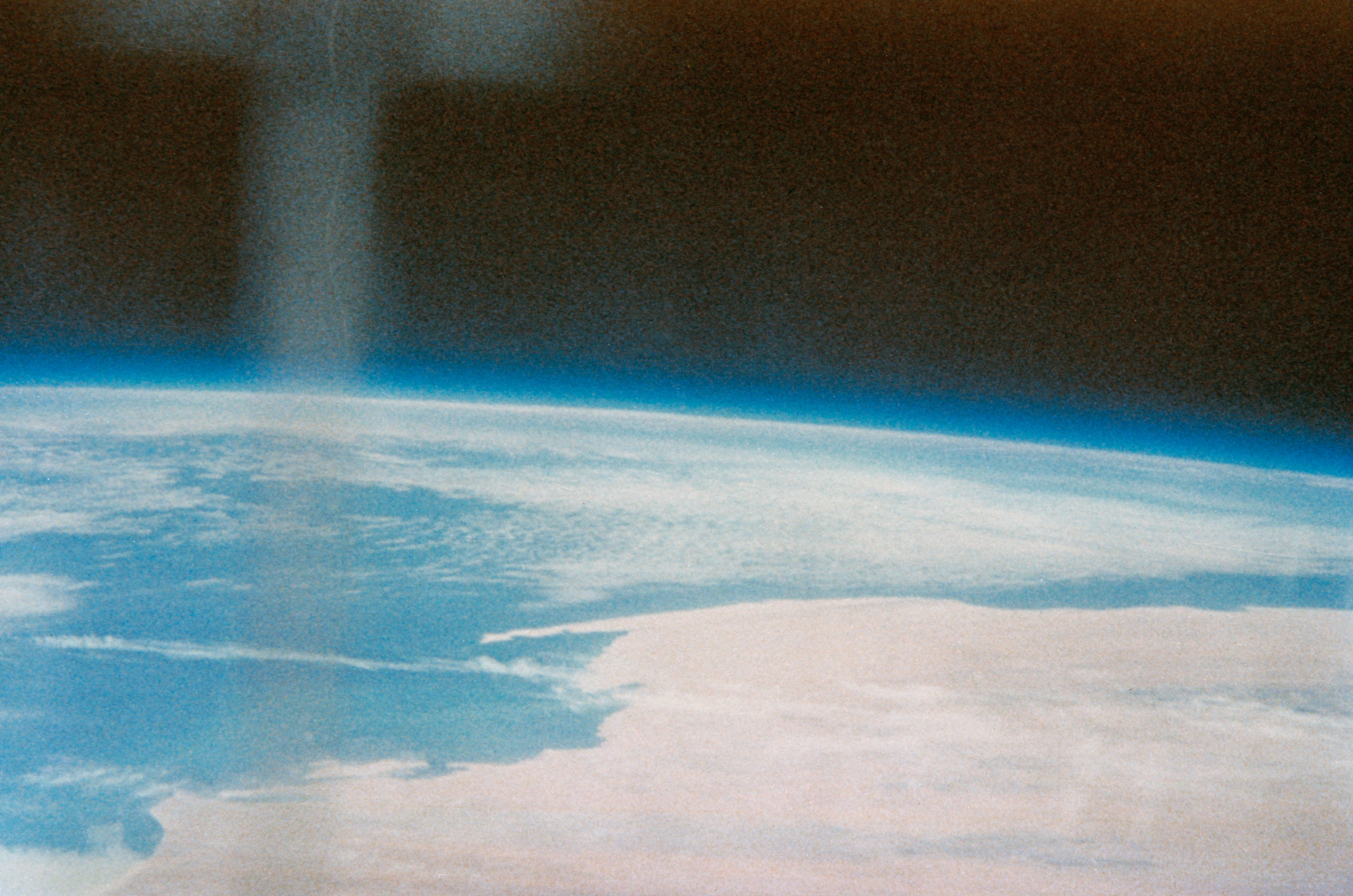
Bild tagen av Carpenter.

Mercury 7 var NASA:s andra bemannade färd till rymden i omloppsbanefärd och den sjätte bemannade färden totalt. Astronauten M. Scott Carpenter flög ombord i kapseln Aurora 7. Färden genomfördes 24 maj 1962 och varade i 4 timmar, 56 minuter och 5 sekunder. Farkosten sköts upp med en Atlas-raket från Cape Canaveral Air Force Station.

### Fotnoter
1. ↑  ”NASA Space Science Data Coordinated Archive” (på engelska). NASA. https://nssdc.gsfc.nasa.gov/nmc/spacecraft/display.action?id=1962-019A. Läst 24 mars 2020.